# باخیش‌لی
باخیش‌لی (به ترکی آذربایجانی: Baxışlı) یک منطقه مسکونی در جمهوری آذربایجان است که در شهرستان خیزی واقع شده‌است. باخیش‌لی ۳۱۵ نفر جمعیت دارد.